# Rignac, Lot
Rignac är en kommun i departementet Lot i regionen Occitanien i södra Frankrike. Kommunen ligger i kantonen Gramat som tillhör arrondissementet Gourdon. År 2022 hade Rignac 292 invånare.

## Befolkningsutveckling
Antalet invånare i kommunen Rignac
| Referens: INSEE |